# Cineplexx Blue Devils
Cineplexx Blue Devils ist ein österreichisches American-Football-Team aus Hohenems, Vorarlberg.

## Vereinsgeschichte
Die Blue Devils erlebten seit ihrer Gründung 1998 einen steilen Aufstieg. Bereits im Jahr 2000 erfolgte der österreichische Meistertitel der Division I.
Der erste große internationale Erfolg stellte sich 2007 mit dem Erreichen des EFAF-Cup-Finales ein. Dort unterlagen die Blue Devils in einem rein österreichischen Finale den Turek Graz Giants knapp mit 28:26.
Seit dem Aufstieg in die höchste österreichische Spielklasse duellieren sich die Blue Devils mit den Carinthian Black Lions um den fünften und sechsten Tabellenplatz. Mit der Saison 2009 kam es zu einer Änderung des Spielmodus, welche vor allem die Blue Devils und die Black Lions betrifft, da sie nun in einer neu geschaffenen Interdivision sowohl gegen die vier gesetzten Vereine der AFL, als auch gegen die Vereine der Division I Meisterschaftsspiele austragen, wobei es nie zu einem Duell der Black Lions und der Blue Devils kommen konnte.
Nach dieser Saison kam es zu großen Veränderungen für den Verein, da er durch verschiedene Unstimmigkeiten mit dem AFBÖ in die Erste Schweizer Liga (NLA) wechselte. Zusätzlich spielt der Verein in der österreichischen Division I mit einer weiteren Mannschaft mit. Diese konnte dort aber kaum mithalten, da der Verein in Österreich mit einem anderen Kader als in der Schweiz antreten musste. Der kleine Kader für die österreichische Liga führte schon zu einer Spielabsage, da im Spiel gegen die CNC Gladiators nicht die für ein Match erforderliche Mindestanzahl an Spielern vorhanden war.
Außerdem spielte der Verein von der Saison 2009 bis 2016 mit Unterbrechungen in der Central European Football League (CEFL) mit. Hier stieg man zur Saison 2017 und der Ligenerweiterung durch Aufnahme einiger Teams der IFAF-Champions-League aus.

## Teams
Die einzigartige geographische Lage der Blue Devils in Bezug auf den österreichischen Footballsport schlägt sich vor allem dahingehend nieder, da sie einerseits das einzige Team in Vorarlberg sind und andererseits durch die Nähe zur Schweiz auch enge Kontakte dorthin pflegen, was auch im Kader zu merken ist.
Neben der erfolgreichen Kampfmannschaft sind besonders die Nachwuchsabteilungen der Blue Devils erwähnenswert, welche in den letzten Jahren stets eine konstante Größe im österreichischen 9-Mann-Nachwuchsfootball ist und den Titel des amtierenden U17-9-Mann-Meisters hält.
- U13: 10–13 Jahre
- U15: 13–15 Jahre
- U17: 15–17 Jahre

## Erfolge
- Silver Bowl: 2000, 2013, 2015, 2019